# ラーク・デーヴィス
ラーク・デーヴィス（英：Lark Davies、1995年3月3日 - ）は、イングランドの女子ラグビーユニオン選手。

## プロフィール
- イングランド・ラドロー出身[1]。
- ポジションはフッカー（HO）。
- 身長 164cm、体重 85kg
- 女子イングランド代表キャップは31（2022年11月現在）。

## 略歴
2022年、ラグビーワールドカップ2021の女子イングランド代表に選ばれて、レッド・ローズ2大会連続準優勝に貢献。